# Marc Madiot
Marc Madiot (nascido em 16 de abril de 1959) é um ex-ciclista de estrada profissional francês, que conseguiu venceu duas vezes o Paris-Roubaix. Madiot competiu na prova de estrada individual nos Jogos Olímpicos de Verão de 1980 em Moscou, terminando na nona posição. Aposentou-se da corrida em 1994, e atua como diretor esportivo pela FDJ, uma equipe francesa de ciclismo da categoria UCI ProTour.

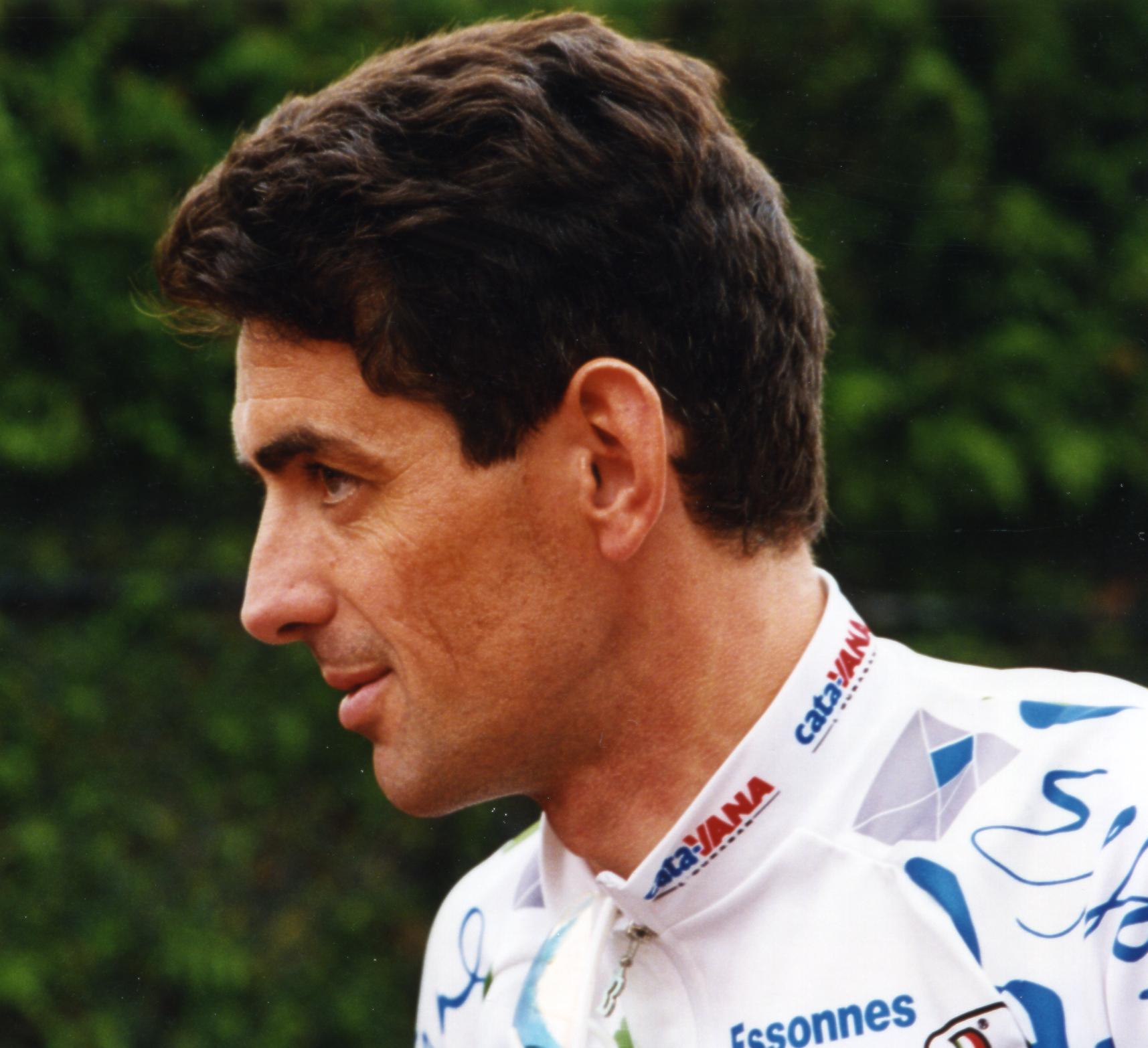
Madiot, como membro da equipe Catavana, em 1994.